# 窗外有张脸
窗外有张脸是一部中國內地電視劇。本劇以窗外一張恐怖的臉以及一次離奇死亡引發出驚悚案件為劇情的發展線索，直面現代都市女性所遭遇到的社會現象(性騷擾、性侵害、性賄賂)。這是一部反映現代女性對性騷擾諱莫如深的痛苦心情和深度挖據人性的情感懸疑劇。本劇於2005年7月在青島開始拍攝，2006年4月1日浙江经视首播。

## 创作背景
- 本劇的製作班底是來自電視劇《離婚女人》的原班人馬，因原有劇本的特殊性可能導致本劇無法在黃金時間播出，故修改了劇本，拍攝地也從重慶換到了青島。
- 原本男女一號確定為黃曉明、于娜，但由於本劇因修改劇本幾度更改拍攝時間，到正式開機拍攝，二人已無檔期。故由印小天和韓雪二人領銜出演[3]。

## 剧情简介
公司的女員工李冰跳樓自殺，被廣告公司的麥雅婷通過窗戶看到了這一幕。麥雅婷將此事告訴了同鄉，“新女報”的記者戴樂。戴樂於是將此事發表在報紙上，但令他驚訝的是，在新聞發布會現場，他竟然看到了“李冰”。滿懷疑慮的戴樂和麥雅婷冒著危險一路追查，發現那個 “李冰”原來是李冰的孿生妹妹李雪。而且他們還發現，李冰的死有內情，牽扯到鑫康公司總經理陸大為。但接下來，危機接踵而至，先是李雪突發瘋病被強行送進了精神病院，接著麥雅婷也遭遇變故昏迷。戴樂該如何面對這一切，這撲朔迷離的背後究竟隱藏了什麼樣的秘密……

## 演员表
- 韓雪 飾 李雪、李冰
- 印小天 飾 戴樂
- 蔣愷 飾 陸大為
- 王力可 飾 麥婭婷
- 姚安濂 飾 賈坤
- 楊童舒 飾 韓馨